# Едмон Делфур
Едмон Делфур (фр. Edmond Delfour; Риз Оранжис, 1. новембар 1907 — 19. децембар 1990) био је француски интернационални фудбалер који је играо као везни, пре него што је касније постао тренер.

## Каријера
Делфоур је рођен у Риз Оранжису. Играо је за Вири Шатијон, Дравеј, Јувиси-сур-Орге, Стаде Францес (1928–29), Париз (1929–37), Рубик (1937–39), Руен (1939–45) и Црвену звезду Олимпик (1945–46). Освојио је два француска национална првенства 1936. и 1940. и један Куп Француске у фудбалу 1936. године.
За француску фудбалску репрезентацију играо је 41 утакмицу и учествовао је на три издања ФИФА-иног светског купа 1930, 1934. и 1938. године, као један од пет играча који су се појавили на сва три предратна светска купа.
Када се повукао из фудбала, започео је менаџерску каријеру у Белгији. Након што је дуго година био менаџер у Белгији, вратио се у Француску и тренирао тимове као Стаде Францес, Ле Хавр, ФК Бастија и Корте. Такође је тренирао Спортиф де Хамам-Лиф. Преминуо је 1990. у 83. години.